# 拓跋提 (武昌王)
拓跋提（419年—455年3月25日），鲜卑名庫莫提，拥有直勤称号，魏道武帝拓跋珪之孙，河南王拓跋曜之子，北魏宗室、官员。

## 生平
拓跋提勇猛刚烈，有父亲的风采，在魏太武帝拓跋焘时期承袭河南王，改封为颍川王。延和三年（434年）二月，魏太武帝将西海公主嫁给柔然敕连可汗吴提，又娶吴提的妹妹为夫人，于是派遣拓跋提前往迎亲。拓跋提当年才虚岁十六，有早熟的器量，境外的人敬重他。
太延二年闰十二月乙丑（437年2月9日），拓跋提改封武昌王，出任使持节、镇东大将军、平原镇都大将，拓跋提在平原镇任内共十年，威名大显。太平真君八年（447年）春正月，吐斤胡仗着险阻造反，魏太武帝诏令征东将军、武昌王拓跋提和征南将军、淮南王拓跋他率领并州各路军队前往讨伐，没能胜利。山胡曹仆浑等人前往黄河以西，占山自守，招引朔方的各胡人部落。拓跋提等人率领军队讨伐曹仆浑。二月己卯（447年3月3日），高凉王拓跋那等人从安定郡讨伐平定朔方胡人，于是和拓跋提会师，一起进攻曹仆浑，将他斩首。拓跋提后升任使持节、车骑大将军、统万镇都大将，获赐马一百匹，羊一千口，非常受宠信厚待。太安元年二月癸未（455年3月25日），拓跋提去世，虚岁三十七，谥号成王。

## 家庭

### 兄弟
- 拓跋羯儿，过继给叔叔拓跋脩，北魏征西大将军、略阳王

### 兒子
- 拓跋平原，北魏都督雍秦梁益四州诸军事、征南大将军、开府、雍州刺史、武昌简王